# Палладина, Нина Александровна
Нина Александровна Палладина (10 июля 1933, СССР — 11 мая 1996, Москва, Россия) — советская и российская актриса театра и кино.

## Биография
Нина Александровна Палладина родилась 10 июля 1933 года. В 1956 году окончила Школу-студию МХАТ. Играла в Московском театре имени Ленинского комсомола (с 1990 года театр «Ленком»).
Умерла 11 мая 1996 года, похоронена в Москве на Ваганьковском кладбище (13-я секция закрытого колумбария).

## Роли в театре
- 1977 — «Парень из нашего города» К. Симонова; постановщики М. Захаров и Ю. Махаев — соседка

## Фильмография
1. 1957 — Поединок — молодая дама
2. 1959 — Ветер — медсестра
3. 1961 — Битва в пути — Тося
4. 1971 — Комитет девятнадцати — эпизод
5. 1976 — 12 стульев, 3-я серия — дама в музее мебели (ошибочно указана в титрах как Н. Баландина)
6. 1979 — Тот самый Мюнхгаузен — герцогиня
7. 1981 — Отпуск за свой счёт — проводница вагона, в котором Катя приехала в Москву
8. 1982 — Вокзал для двоих — покупательница дынь
9. 1982 — Покровские ворота — слушательница лекции Орловичей
10. 1982 — Детский мир — эпизод
11. 1982 — Следствие ведут ЗнаТоКи. Он где-то здесь (дело № 17) — эпизод (ошибочно указана как Нина Паладина)
12. 1983 — Хозяйка детского дома — соседка Ромашовых
13. 1986 — Кин-дза-дза! — плюканка
14. 1990 — Последняя осень — Лариса Петровна, пострадавшая
15. 1991 — Небеса обетованные — усталая женщина в коммуналке, соседка Аглаи